# 埃格尔芬
埃格尔芬是德国巴伐利亚州的一个市镇。总面积16.17平方公里，总人口1005人，其中男性496人，女性509人（2011年12月31日），人口密度62人/平方公里。